# Coupe d'Asie féminine de football 2014
Navigation
Édition précédente Édition suivante
La Coupe d'Asie féminine de football 2014 est la dix-huitième édition de la Coupe d'Asie féminine de football, qui met aux prises les meilleures sélections asiatiques féminines de football affiliées à l'AFC.

## Les équipes qualifiées
Le tournoi final est composé de 8 équipes, 4 sont qualifiés automatiquement, alors que les autres sont déterminés par le biais d'un tournoi de qualification.
La Corée du Nord est bannie du tournoi à la suite des problèmes de dopage révélés lors de la Coupe du monde 2011.
Qualifiés d'office
- Australie (Champion en 2010)
- Japon (3e place en 2010)
- Chine (4e place en 2010)
- Corée du Sud (5e place en 2010)

Qualifiés via les éliminatoires
- Jordanie (Vainqueur du groupe A)
- Thaïlande (Vainqueur du groupe B)
- Viêt Nam (Vainqueur du groupe C)
- Birmanie (Vainqueur du groupe D)

## Tournoi Final

### Premier tour

#### Groupe A
| Rang | Équipe    | Pts | J | G | N | P | Bp | Bc | Diff |
| ---- | --------- | --- | - | - | - | - | -- | -- | ---- |
| 1    | Japon     | 7   | 3 | 2 | 1 | 0 | 13 | 2  | +11  |
| 2    | Australie | 7   | 3 | 2 | 1 | 0 | 7  | 3  | +4   |
| 3    | Viêt Nam  | 3   | 3 | 1 | 0 | 2 | 3  | 7  | -4   |
| 4    | Jordanie  | 0   | 3 | 0 | 0 | 3 | 2  | 13 | -11  |

|  | Qualifié pour les demi-finales                                                                                     |
|  | Pts points ; G victoires ; N match nuls ; P défaites Bp buts marqués ; Bc buts encaissés ; Diff différence de buts |

1re journée
| 14 mai 2014 | Viêt Nam                    | 3 – 1 | Jordanie   | Stade Thong Nhat, Hô-Chi-Minh-Ville                    |                                                        |
| 17:15       | Nguyen 18e · Le Thu 36e 84e |       | 34e Jbarah | Spectateurs : 5 000 Arbitrage : Pannipar Kamnueng (en) | Spectateurs : 5 000 Arbitrage : Pannipar Kamnueng (en) |
| 17:15       | Rapport                     |       |            | Spectateurs : 5 000 Arbitrage : Pannipar Kamnueng (en) | Spectateurs : 5 000 Arbitrage : Pannipar Kamnueng (en) |

| 14 mai 2014 | Australie                | 2 – 2 | Japon                                    | Stade Thong Nhat, Hô-Chi-Minh-Ville       |                                           |
| 20:15       | Foord 21e · De Vanna 64e |       | 71e (csc) Clare Polkinghorne · 84e Ogimi | Spectateurs : 2 000 Arbitrage : Qin Liang | Spectateurs : 2 000 Arbitrage : Qin Liang |
| 20:15       | Rapport                  |       |                                          | Spectateurs : 2 000 Arbitrage : Qin Liang | Spectateurs : 2 000 Arbitrage : Qin Liang |

2e journée
| 16 mai 2014 | Jordanie                    | 1 – 3 | Australie                                  | Stade Thong Nhat, Hô-Chi-Minh-Ville         |                                             |
| 17:15       | Stephanie Al-Naber (en) 71e |       | 36e 51e Kate Gill (en) · 61e Katrina Gorry | Spectateurs : 1 200 Arbitrage : Ri Hyang-ok | Spectateurs : 1 200 Arbitrage : Ri Hyang-ok |
| 17:15       | Rapport                     |       |                                            | Spectateurs : 1 200 Arbitrage : Ri Hyang-ok | Spectateurs : 1 200 Arbitrage : Ri Hyang-ok |

| 16 mai 2014 | Japon                                           | 4 – 0 | Viêt Nam | Stade Thong Nhat, Hô-Chi-Minh-Ville                      |                                                          |
| 20:15       | Kawasumi 44e 87e · Nanase Kiryu 65e · Ogimi 69e |       |          | Spectateurs : 1 200 Arbitrage : Abirami Apbai Naidu (hu) | Spectateurs : 1 200 Arbitrage : Abirami Apbai Naidu (hu) |
| 20:15       | Rapport                                         |       |          | Spectateurs : 1 200 Arbitrage : Abirami Apbai Naidu (hu) | Spectateurs : 1 200 Arbitrage : Abirami Apbai Naidu (hu) |

3e journée
| 18 mai 2014 | Viêt Nam | 0 – 2 | Australie                            | Stade Thong Nhat, Hô-Chi-Minh-Ville                    |                                                        |
| 19:15       |          |       | 42e (csc) Le Thi · 90e Katrina Gorry | Spectateurs : 3 000 Arbitrage : Pannipar Kamnueng (en) | Spectateurs : 3 000 Arbitrage : Pannipar Kamnueng (en) |
| 19:15       | Rapport  |       |                                      | Spectateurs : 3 000 Arbitrage : Pannipar Kamnueng (en) | Spectateurs : 3 000 Arbitrage : Pannipar Kamnueng (en) |

| 18 mai 2014 | Japon                                                                                  | 7 – 0 | Jordanie | Gò Đậu Stadium (en), Thủ Dầu Một                       |                                                        |
| 19:15       | Chinatsu Kira 25e 90+3e · Nakajima 45+1e 75e · Sakaguchi 49e 81e · Al-Hyasat 69e (csc) |       |          | Spectateurs : 800 Arbitrage : Abirami Apbai Naidu (hu) | Spectateurs : 800 Arbitrage : Abirami Apbai Naidu (hu) |
| 19:15       | Rapport                                                                                |       |          | Spectateurs : 800 Arbitrage : Abirami Apbai Naidu (hu) | Spectateurs : 800 Arbitrage : Abirami Apbai Naidu (hu) |

#### Groupe B
| Rang | Équipe       | Pts | J | G | N | P | Bp | Bc | Diff |
| ---- | ------------ | --- | - | - | - | - | -- | -- | ---- |
| 1    | Corée du Sud | 7   | 3 | 2 | 1 | 0 | 16 | 0  | +16  |
| 2    | Chine        | 7   | 3 | 2 | 1 | 0 | 10 | 0  | +10  |
| 3    | Thaïlande    | 3   | 3 | 1 | 0 | 2 | 2  | 12 | -10  |
| 4    | Birmanie     | 0   | 3 | 0 | 0 | 3 | 1  | 17 | -16  |

|  | Qualifié pour les demi-finales                                                                                     |
|  | Pts points ; G victoires ; N match nuls ; P défaites Bp buts marqués ; Bc buts encaissés ; Diff différence de buts |

1re journée
| 15 mai 2014 | Corée du Sud | 12 – 0 | Birmanie | Stade Thong Nhat, Hô-Chi-Minh-Ville         |                                             |
| 17:15       | Ji So-yun 4e · Park Eun-sun (en) 17e (pen.) 43e · Park Hee-young (footballer born 1991) (en) 33e · Jeon Ga-eul (en) 36e (pen.) 40e 63e · Cho So-hyun 45+3e 61e 82e · Kwon Hah-nul (en) 58e (pen.) · Yeo Min-ji 76e |        |          | Spectateurs : 300 Arbitrage : Casey Reibelt | Spectateurs : 300 Arbitrage : Casey Reibelt |
| 17:15       | Rapport |        |          | Spectateurs : 300 Arbitrage : Casey Reibelt | Spectateurs : 300 Arbitrage : Casey Reibelt |

| 15 mai 2014 | Chine                                                                            | 7 – 0 | Thaïlande | Stade Thong Nhat, Hô-Chi-Minh-Ville                |                                                    |
| 20:15       | Li Dongna (en) 6e · Li Ying 8e · Yang Li 16e 45+1e 64e 90+1e · Xu Yanlu (en) 75e |       |           | Spectateurs : 300 Arbitrage : Rita Binti Gani (hu) | Spectateurs : 300 Arbitrage : Rita Binti Gani (hu) |
| 20:15       | Rapport                                                                          |       |           | Spectateurs : 300 Arbitrage : Rita Binti Gani (hu) | Spectateurs : 300 Arbitrage : Rita Binti Gani (hu) |

2e journée
| 17 mai 2014 | Birmanie | 0 – 3 | Chine                                                  | Stade Thong Nhat, Hô-Chi-Minh-Ville             |                                                 |
| 17:15       |          |       | 10e Ren Guixin (en) · 60e Ma Xiaoxu (en) · 87e Yang Li | Spectateurs : 200 Arbitrage : Sachiko Yamagishi | Spectateurs : 200 Arbitrage : Sachiko Yamagishi |
| 17:15       | Rapport  |       |                                                        | Spectateurs : 200 Arbitrage : Sachiko Yamagishi | Spectateurs : 200 Arbitrage : Sachiko Yamagishi |

| 17 mai 2014 | Thaïlande | 0 – 4 | Corée du Sud                                  | Stade Thong Nhat, Hô-Chi-Minh-Ville         |                                             |
| 20:15       |           |       | 11e Ji So-yun · 12e 47e 84e Park Eun-sun (en) | Spectateurs : 200 Arbitrage : Cong Thi Dung | Spectateurs : 200 Arbitrage : Cong Thi Dung |
| 20:15       | Rapport   |       |                                               | Spectateurs : 200 Arbitrage : Cong Thi Dung | Spectateurs : 200 Arbitrage : Cong Thi Dung |

3e journée
| 19 mai 2014 | Corée du Sud | 0 – 0 | Chine | Stade Thong Nhat, Hô-Chi-Minh-Ville         |                                             |
| 19:15       |              |       |       | Spectateurs : 350 Arbitrage : Casey Reibelt | Spectateurs : 350 Arbitrage : Casey Reibelt |
| 19:15       | Rapport      |       |       | Spectateurs : 350 Arbitrage : Casey Reibelt | Spectateurs : 350 Arbitrage : Casey Reibelt |

| 19 mai 2014 | Thaïlande                                            | 2 – 1 | Birmanie         | Gò Đậu Stadium (en), Thủ Dầu Một                     |                                                      |
| 19:15       | Kanjana Sungngoen 27e (pen.) · Duangnapa Sritala 59e |       | 45+1e Yee Yee Oo | Spectateurs : 1 200 Arbitrage : Rita Binti Gani (hu) | Spectateurs : 1 200 Arbitrage : Rita Binti Gani (hu) |
| 19:15       | Rapport                                              |       |                  | Spectateurs : 1 200 Arbitrage : Rita Binti Gani (hu) | Spectateurs : 1 200 Arbitrage : Rita Binti Gani (hu) |

#### Match pour la5eplace
| 21 mai 2014 | Viêt Nam                       | 1 – 2 | Thaïlande                 | Stade Thong Nhat, Hô-Chi-Minh-Ville                |                                                    |
| 17:15       | Nguyễn Thị Tuyết Dung (en) 86e |       | 48e 65e Kanjana Sungngoen | Spectateurs : 18 000 Arbitrage : Sachiko Yamagishi | Spectateurs : 18 000 Arbitrage : Sachiko Yamagishi |
| 17:15       | Rapport                        |       |                           | Spectateurs : 18 000 Arbitrage : Sachiko Yamagishi | Spectateurs : 18 000 Arbitrage : Sachiko Yamagishi |

### Demi-Finales
| 22 mai 2014 | Japon                                   | 2 – 1 a.p. | Chine                     | Stade Thong Nhat, Hô-Chi-Minh-Ville                  |                                                      |
| 17:15       | Homare Sawa 51e · Azusa Iwashimizu 122e |            | 80e (pen.) Li Dongna (en) | Spectateurs : 700 Arbitrage : Pannipar Kamnueng (en) | Spectateurs : 700 Arbitrage : Pannipar Kamnueng (en) |
| 17:15       | Rapport                                 |            |                           | Spectateurs : 700 Arbitrage : Pannipar Kamnueng (en) | Spectateurs : 700 Arbitrage : Pannipar Kamnueng (en) |

| 22 mai 2014 | Corée du Sud                 | 1 – 2 | Australie                                    | Stade Thong Nhat, Hô-Chi-Minh-Ville                |                                                    |
| 20:45       | Park Eun-sun (en) 53e (pen.) |       | 47e Katrina Gorry · 77e Elise Kellond-Knight | Spectateurs : 700 Arbitrage : Rita Binti Gani (hu) | Spectateurs : 700 Arbitrage : Rita Binti Gani (hu) |
| 20:45       | Rapport                      |       |                                              | Spectateurs : 700 Arbitrage : Rita Binti Gani (hu) | Spectateurs : 700 Arbitrage : Rita Binti Gani (hu) |

### Match pour la3eplace
| 25 mai 2014 | Chine                                      | 2 – 1 | Corée du Sud         | Stade Thong Nhat, Hô-Chi-Minh-Ville             |                                                 |
| 16:45       | Park Eun-sun (en) 3e (csc) · Yang Li 90+3e |       | 80e Yoo Young-a (en) | Spectateurs : 500 Arbitrage : Sachiko Yamagishi | Spectateurs : 500 Arbitrage : Sachiko Yamagishi |
| 16:45       | Rapport                                    |       |                      | Spectateurs : 500 Arbitrage : Sachiko Yamagishi | Spectateurs : 500 Arbitrage : Sachiko Yamagishi |

### Finale
| 25 mai 2014 | Japon                | 1 – 0 | Australie | Stade Thong Nhat, Hô-Chi-Minh-Ville        |                                            |
| 20:15       | Azusa Iwashimizu 28e |       |           | Spectateurs : 10 000 Arbitrage : Qin Liang | Spectateurs : 10 000 Arbitrage : Qin Liang |
| 20:15       | Rapport              |       |           | Spectateurs : 10 000 Arbitrage : Qin Liang | Spectateurs : 10 000 Arbitrage : Qin Liang |

## Résultat
| Coupe d'Asie des Nations Féminine 2014 Vainqueur Japon 1er titre |

## Classement de la compétition
| Place              | Nation       | Stade de la compétition |
| ------------------ | ------------ | ----------------------- |
| Médaille d'or      | Japon        | Vainqueur               |
| Médaille d'argent  | Australie    | Finale                  |
| Médaille de bronze | Chine        | Demi-finale             |
| 4                  | Corée du Sud | Demi-finale             |
| 5                  | Thaïlande    | 3e de Groupe            |
| 6                  | Viêt Nam     | 3e de Groupe            |
| 7                  | Jordanie     | 4e de Groupe            |
| 8                  | Birmanie     | 4e de Groupe            |

- Équipes qualifiées pour la Coupe du monde 2015